# گغارکونیک (روستا)
گغارکونیک (به ارمنی: Գեղարքունիք) یک شهر در ارمنستان است که در استان گغارکونیک واقع شده‌است.  در  کیلومتری شمال گاوار، مرکز استان گغارکونیک واقع شده است.

## خصوصیات
گغارکونیک ۱٬۸۲۶ نفر جمعیت دارد و ۲٬۰۹۶ متر بالاتر از سطح دریا واقع شده‌است.  در  کیلومتری شمال گاوار، مرکز استان گغارکونیک واقع شده است.

## جاذبه‌های تاریخی

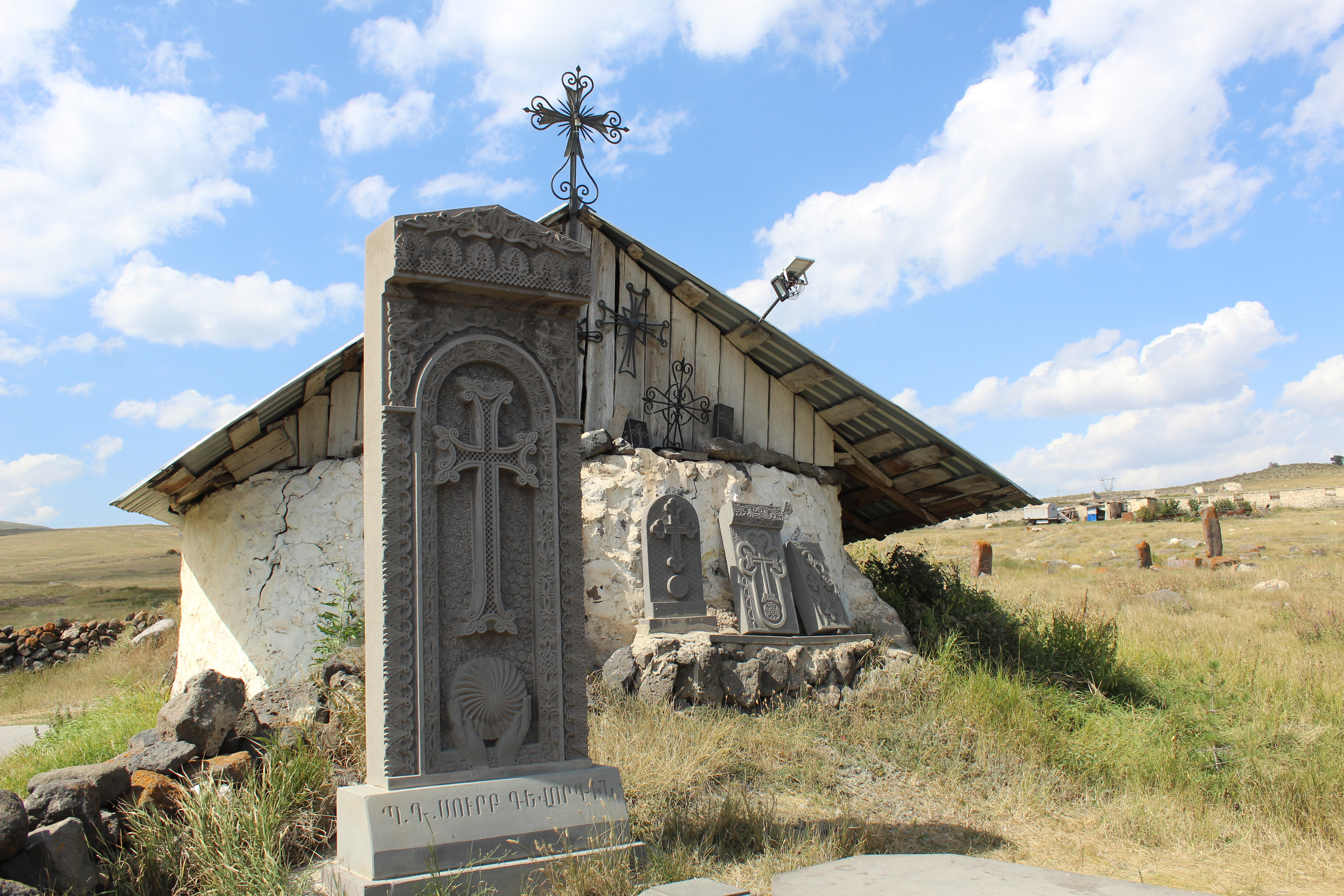
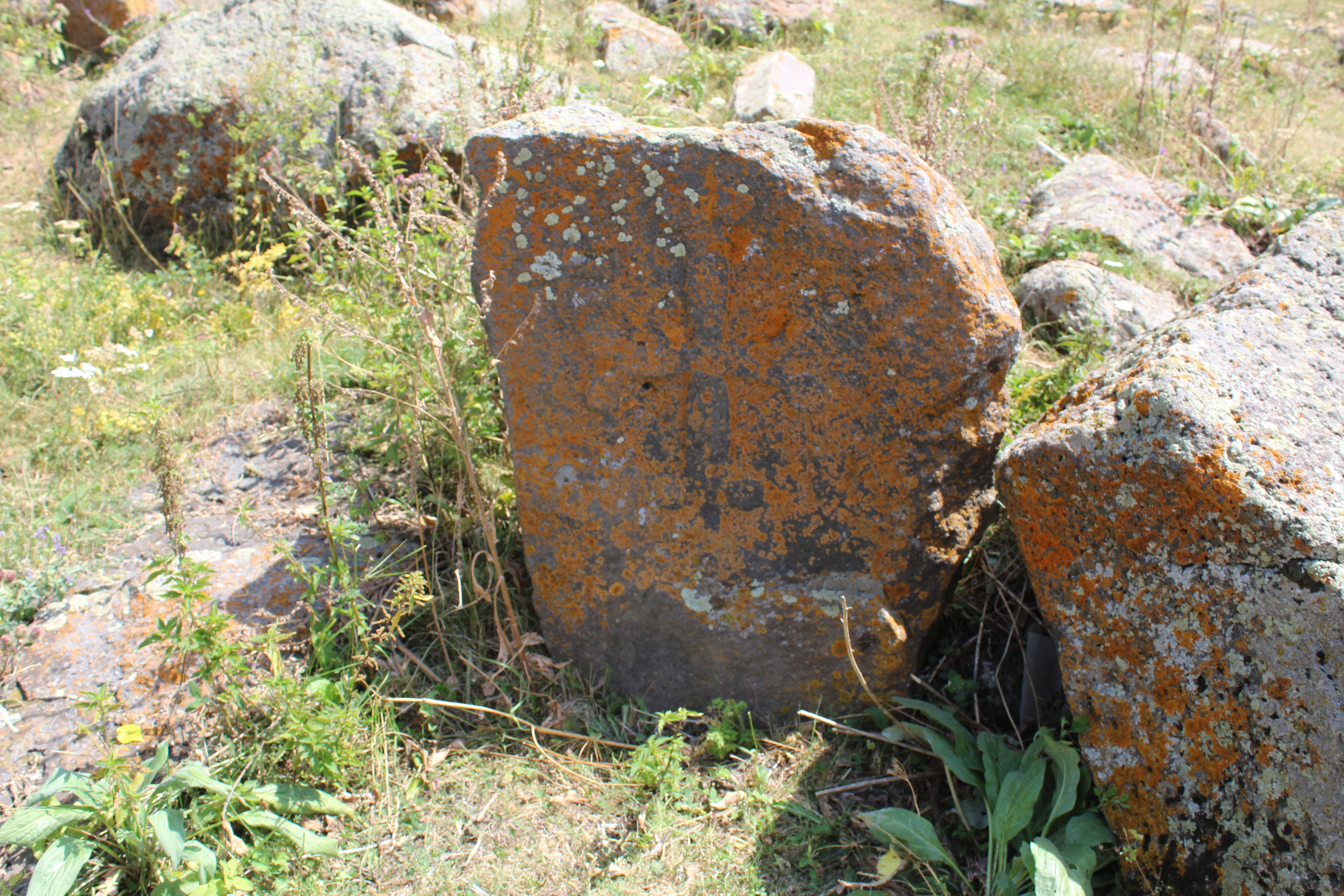
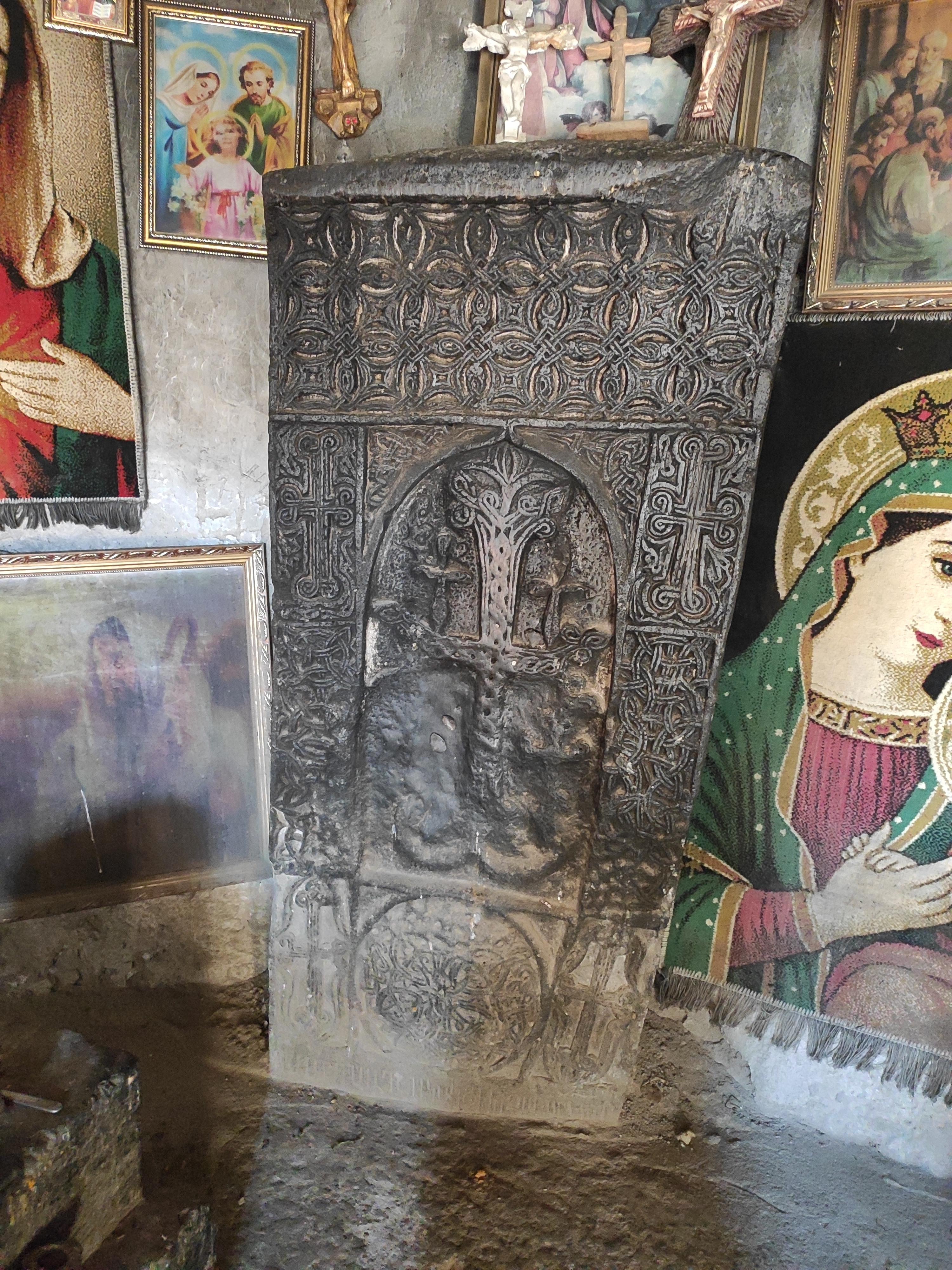
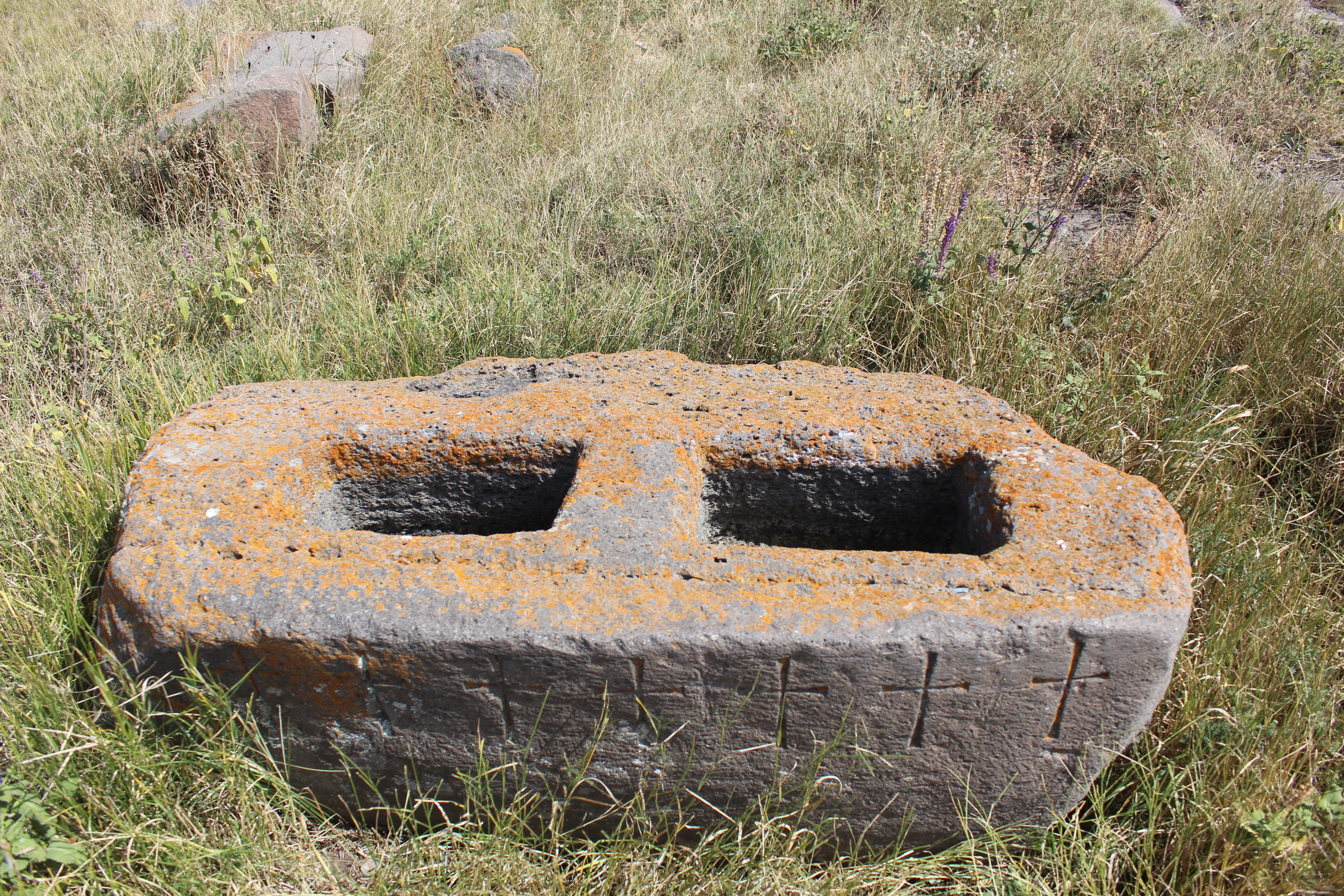